# Alchiba
Alpha Corvi (α Crv, α Corvi), conosciuta anche con il nome di Alchiba, è una stella della costellazione del Corvo distante 48 anni luce dal sistema solare ed è una stella di sequenza principale di classe spettrale F1V.

## Caratteristiche fisiche
Di magnitudine apparente +4.00, è una stella leggermente più massiccia del Sole con una massa 1,2 volte superiore, è tuttavia più giovane, si stima che la sua età sia di 400 milioni di anni. Un tempo catalogata come gigante, ora è a tutti gli effetti considerata di sequenza principale, anzi di fatto è quasi una stella subnana, questo perché rispetto alle stelle di sequenza principale dello stesso tipo spettrale, risulta meno luminosa di quel che dovrebbe essere. Nonostante non sia una subnana classica, Alchiba è anch'essa, come le classiche, povera di metalli, il contenuto di ferro ad esempio è solo il 25% di quello del Sole.
È sospettata di essere una binaria spettroscopica, tuttavia questa ipotesi non ha ancora trovato conferma.